# فتئک
فتئک (به لاتین: Fatick Department) یک منطقهٔ مسکونی در سنگال است که در فتیک واقع شده‌است. فتئک ۲٬۶۴۶ کیلومتر مربع مساحت و ۳۳۹٬۲۳۸ نفر جمعیت دارد.